# 790
| [ Edytuj tabelę ]          |                                                   |
| Król Asturii               | - 788 Bermudo I 791                               |
| Cesarz Bizancjum           | - 780 Konstantyn VI 797                           |
| Chan Bułgarii              | - 777 Kardam 803                                  |
| Cesarz Chin                | - 780 Tang Dezong 805                             |
| Król Essexu                | - 758 Sigeric 798                                 |
| Król Franków               | - 768 Karol Wielki 814 - 781 Ludwik I Pobożny 814 |
| Cesarz Japonii             | - 781 Kammu 806                                   |
| Kalif                      | - 786 Harun ar-Raszid 809                         |
| Król Kentu                 | - 785 Offa 796                                    |
| Patriarcha Konstantynopola | - 784 Tarazjusz 806                               |
| Król Mercji                | - 757 Offa 796                                    |
| Król Nortumbrii            | - 788 Osred II 790 - 790 Etelred I 796            |
| Książę Obodrzyców          | - 789 Wican 795                                   |
| Papież                     | - 772 Hadrian I 795                               |
| Doża Wenecji               | - 787 Giovanni Galbaio 804                        |
| Król Wessexu               | - 786 Beorhtric 802                               |

Rok 790 / DCCXC
stulecia: VII wiek ~
VIII wiek ~
IX wiek

lata: 780 «
785 «
786 «
787 «
788 «
789 «
790
» 791
» 792
» 793
» 794
» 795
» 800

## Zmarli
- Ścięto Abo z Tbilisi, świętego Kościoła prawosławnego